# ドッペルマイヤー (小惑星)
ドッペルマイヤー (12622 Doppelmayr) は小惑星帯にある小惑星。パロマー天文台のトム・ゲーレルスとライデン天文台のファン・ハウテン夫妻が発見した。
『新編星図』（Atlas Coelestis, 1742年）などの著者として知られる、ヨハン・ドッペルマイヤーに因んで名付けられた。